# 叙南千户所
叙南千户所，明朝时设置的千户所。
洪武四年（1371年）置，治所在今四川省宜宾市。十年（1377年），升为卫。